# Хронологія Другої карабаської війни
Друга карабаська війна — військовий конфлікт між Вірменією та Азербайджаном за контроль над Нагірним Карабахом (Арцахом), який є міжнародно визнаною територією Азербайджану, але фактично контролюється Вірменією та невизнаною Нагірно-Карабаською Республікою (Республікою Арцах).
Хронологія бойових дій у першу чергу базується на офіційних повідомленнях сторін конфлікту. Бойові дії характеризуються використанням важкої артилерії, бронетехніки, у тому числі танків, та безпілотників, а також, за повідомленнями, з використанням касетних боєприпасів, заборонених більшістю держав світу, але не Вірменією чи Азербайджаном. Конфлікт перекинувся за межі міжнародних кордонів: у Східному Азербайджані в Ірані падали снаряди та ракети, які не заподіяли шкоди, а Іран збив кілька безпілотних літальних апаратів (БПЛА).

## Вересень

### 27 вересня
За словами прес-секретаря «президента» Республіки Арцах Вахрама Погосяна бойові дії почалися о 08:03, коли Азербайджан завдав ракетно-повітряних ударів по території мирних населених пунктів, включаючи Степанакерт. Влада закликала населення ховатися у бомбосховищах. У Степанокерті оголошена протиповітряна тривога. Азербайджанська сторона заявила, що 27 вересня, близько 06:00 за місцевим часом, збройні сили Вірменії розпочали інтенсивний обстріл по позиціям азербайджанської армії вздовж усієї лінії фронту та азербайджанським населеним пунктам у прифронтовій зоні. Азербайджан заявив, що атакувала вірменська сторона, і що Азербайджан розпочав контрнаступ. Хікмет Гаджиєв, старший радник президента Азербайджану Ільхама Алієва, звинуватив вірменські сили у здійсненні «навмисних та цілеспрямованих» атак уздовж лінії фронту.
У МО ВР заявили, що о 08:10 почався наступ азербайджанців, спрямований у тому числі на Степанакерт. У наступ Азербайджан розгорнув живу силу, танкові та ракетні артилерійські підрозділи, авіацію та БПЛА. Самопроголошена Республіка Арцах запровадила воєнний стан та повну мобілізацію чоловічого населення. Того ж дня президент Азербайджану Ільхам Алієв звернувся до нації із заявою про зіткнення. У другій половині дня в Азербайджані також було введено воєнний стан та комендантську годину. Воєнний стан в Азербайджані діє з півночі 28 вересня, комендантська година діє в Баку, великих містах та деяких регіонах з 21:00 до 06:00 за місцевим часом. Під час наступу азербайджанські військові розмістили танки, артилерію, ракетні комплекси та літаки поблизу лінії фронту і глибоко зайшли на окуповану вірменами територію. Цивільне населення в Нагірному Карабасі закликали ховатися у сховища. За словами МО Вірменії вранці азербайджанські збройні сили також атакували в напрямку Варденіса на території Вірменії.
Вдень 27 вересня Міністерство оборони Азербайджану повідомило про звільнення семи сіл у Нагірному Карабасі: Ґараханбейлі, Ґервенд, Горадіз, Юхари Абдуррахманли, Ашаги Абдуррахманли, Боюк-Мерджанли і Нузґер. Міністерство оборони НКР заперечило, звинувативши азербайджанську армію в пропаганді. О 16:29 міністерство оголосило, що Військове командування Азербайджану запропонувало вірменському командуванню в цьому напрямку здатися, щоб уникнути нападу на гарнізон в Агдере і жертв, зазначивши, що звернення з військовополоненими та цивільними особами здійснюватиметься відповідно до вимог Женевської конвенції та міжнародного гуманітарного права, і що в разі опору відреагують силою. Також у другій половині дня Міністерство оборони Азербайджану повідомило про взяття гірської вершини в хребті Муровдаг. У міністерстві також повідомили, що азербайджанські війська встановили контроль над автомагістраллю Варденіс-Мартакерт/Агдере, що з'єднує Нагірний Карабах та Вірменію; МО Вірменії заперечило ці заяви. Тоді МО Азербайджану заявив, що азербайджанський безпілотник знищив вірменський склад зброї та боєприпасів.

### 28 вересня
О 1:00 МО АР опублікувало відео, на якому зображено 3 вірменські військові машини, що зазнають атак підрозділів азербайджанської армії на лінії зіткнення. Міністерство спростувало будь-які заяви Вірменії, в тому числі щодо втрат азербайджанської армії, і висунуло звинувачення в спробі пропаганди на фоні успіхів азербайджанської армії. Потім, близько 6:45, міністерство оприлюднило нові кадри, на яких зображено ліквідацію вірменської військової техніки та транспортних засобів. Близько 08:00 Міністерство оборони Азербайджану повідомило, що збройні сили Вірменії рано вранці обстрілювали місто Тертер й висунуло попередження, в той час як МЗС додало, що вірменські сили завдали цілеспрямованого удару по цивільним об'єктам і по самим цивільним. Міністерство оборони Азербайджану також опублікувало відео, на якому зображено «знищення ще двох танків, що належать збройним силам Вірменії». Президент Арцаху повідомив, що під час сутичок вранці вірменська сторона відновила контроль над низкою раніше переданих позицій. Після цього, близько 10:00, міністерство повідомило, що азербайджанські війська очистили висоти довколо Талиша, тоді як вірмени зазнали значних втрат. Крім того, Міністерство оборони Азербайджану стверджувало, що серед вірменських жертв були найманці вірменського походження з Сирії та з різних країн Близького Сходу.
О 13:10 МО Азербайджану опублікувало кадри знищення двох вірменських танків азербайджанськими БПЛА. Близько 14:00 вірменські ЗМІ повідомили, що поблизу Варденіса був збитий азербайджанський БПЛА. Одночасно президент Республіки Арцах повідомив, що азербайджанські сили зіштовхнулися з опором вірмен на всіх напрямах. Близько 15:30 Дарґахлі заявив, що Збройні сили Вірменії «зіштовхнулися з нестачею продуктів харчування та ліків». Півтори години потому міністерство оборони Азербайджану повідомило, що азербайджанські війська обстріляли артилерійські підрозділи збройних сил Вірменії в напрямку Агдере, які націлювалися на населені пункти, контрольовані Азербайджаном. За даними міністерства, вірменські підрозділи, які зазнали значних втрат від артилерійського вогню, були змушені відступити.
О 17:00 міністерство опублікувало кадри знищеної вірменської військової техніки і заявило, що ще кілька бойових машин ЗС Вірменії були знищені на фронті. Близько 19:00 Дарґахлі повідомив, що збройні сили Вірменії обстріляли Юхарі Агджакенд і Карамусалі Геранбойського району. Близько 19:30 у своїй заяві ВАТ «Азеркосмос» повідомив, що через супутник Azersky в Нагірному Карабасі, включаючи трасу Варденіс — Мартакерт/Агдере здійснюється постійне спостереження. Близько 20:00 заступник командувача армії оборони Арцаха Артур Саргсян повідомив, що вірменські війська відвоювали деякі позиції, раніше втрачені, в азербайджанців. Також голова Національних зборів Республіки Арцах Артур Товмасян заявив, що вірменські сили зупинили атаки з азербайджанського боку і просунулися на їх територію. Потім, близько 21:00, начальник командно-кадрового факультету Військового університету імені Вазгена Саргсяна Міністерства оборони Республіки Вірменія Арцрун Ованнісян написав, що азербайджанські війська розпочали "нову широкомасштабну наступальну операцію у долині річки Аракс і у напрямку Мадахіс–Талиш. Приблизно через годину Погосян повідомив про збитий азербайджанський літак поблизу Ходжавенда, про що пізніше заперечив Азербайджан. Окрім цього, Дарґахлі спростував твердження про те, що Азербайджан використовував F-16 під час конфлікту, оскільки ВПС Азербайджану не володіють ними.

### 29 вересня
Близько 08:00 Міністерство оборони Азербайджану повідомило, що в ніч з 28 на 29 вересня по всій довжині фронту тривали інтенсивні зіткнення, і що, хоча вірменські сили неодноразово намагалися здійснити контратаку, азербайджанські підрозділи, розташовані в цьому районі змогли їх успішно відбити. Тим часом азербайджанські повітряні та наземні війська знищили змішану колону вірменських «бронемашин та іншої техніки, що рухалися з Мадахіса у напрямку Агдере» разом з артилерійською батарею, що забезпечувала вогневу підтримку. Крім того, близько 09:00 міністерство повідомило, що починаючи з 07:30 територія Дашкесанського району Азербайджану зазнала артилерійського вогню з боку Варденіса. Але Вірменія це заперечила, стверджуючи, що це вигадка, яка мала на меті виправдати розширення театру воєнних дій, в тому числі проведення агресії проти Вірменії, а Хікмет Гаджиєв, старший радник президента Азербайджану Ільхама Алієва, заявив, що це було частиною «триваючого акту вірменської агресії проти Азербайджану, де наступний акт нападу на Азербайджан був здійснений з території суверенної держави — Вірменії». Тоді Міноборони Азербайджану повідомило, що наступ азербайджанських військ на місто Фюзули тривав зі самого ранку, а приблизно о 07:00–08:00 ранку азербайджанські війська «знищили ще чотири танки вірменських військ на фюзули-джебраїльському напрямку фронту». Приблизно через півгодини Дарґахлі спростував інформацію, яку розповсюджують вірмени, і заявив, що «не втрачена жодна дюйма звільнених територій». Тим часом Міноборони Вірменії повідомило, що підрозділи Армії оборони Арцаха знищили групу азербайджанської бронетехніки.
О 10:15 Міністерство оборони Азербайджану опублікувало кадри знищення двох вірменських танків. Через кілька хвилин Ованесян повідомив, що вранці був збитий азербайджанський БПЛА. Близько 11:00 Міністерство оборони Вірменії повідомило, що збройні сили Азербайджану відкрили вогонь через державний кордон Вірменії по військовій частині Збройних сил Вірменії у Варденісі, а також застосовували авіацію. Близько 11:00 Дарґахлі повідомив, що 3-й Мартунінський мотострілецький полк Збройних сил Вірменії, дислокований у Ходжавендському районі, був знищений азербайджанськими військами. Але Міноборони Арцаху це заперечило. Дарґахлі також додав, що був убитий начальник артилерії 18-ї мотострілецького полку вірменської армії в Джебраїльському районі, а азербайджанські війська знщили РСЗВ Ураган Збройних сил Вірменії у Ходжавендському районі. Згодом Ованесян повідомив, що азербайджанські сили намагалися атакувати особливо на південному та північному напрямках, але їх відтіснили. Одночасно Міноборони Азербайджану звинуватило Вірменію у фабрикації відео для підвищення моралі всередині країни.
Близько 12:00 Ованесян повідомив про збитий азербайджанський гелікоптер. Але це заперечило Міністерство оборони Азербайджану, заявивши, що Азербайджан того дня не використовував вертольоти. Він також повідомив, що вірменський танк був знищений на схилах поблизу села Гейарх колишнього Агдеринського району. Близько 12:40 Ованесян повідомив, що підрозділи Армії оборони Арцаха «збили два вертольоти за допомогою ПЗРК Ігла на східному напрямку», а міністерство опублікувало кадри. Потім Ованесян повідомив, що азербайджанські сили обстрілюють райони поблизу Варденіса. Тоді Міноборони Азербайджану повідомило про знищення командно-спостережного пункту 3-го табору 1-го полку вірменської армії, дислокований в населеному пункті Гадрут Ходжавендського району, тоді як вірменське міністерство заявило, що вірменські військові розміщують системи важкого озброєння, і що вірменські сили відбивали наступ азербайджанців. Одночасно Дарґахлі також повідомив, що азербайджанські підрозділи зупинили спроби вірменів здійснити штурм підконтрольних Азербайджану військових позицій з боку Ашаґі Вейсалі в Фюзулинському районі, і вірменські війська були змушені відступити із втратами. Близько 13:20 вірменська сторона повідомила, що азербайджанці розпочали наступ, використовуючи артилерію, БПЛА, танки та іншу бронетехніку. Близько 14:30 Міноборони Азербайджану повідомило, що вірменські сили в Мадахісі були деморалізовані. Близько 15:30 Міноборони Азербайджану повідомив, що за даними азербайджанської розвідки ракетні комплекси С-300, що захищають повітряний простір Єревана, були зняті зі своїх позицій і рухаються в напрямку Нагірного Карабаху і повідомило, що їх знищать. Незабаром після цього Армія оборони Арцаха опублікувала кадри, на яких видно, як вірменські сили збивають азербайджанський вертоліт, а Ованесян повідомив, що вірменські війська знищили азербайджанські танки з мінометів. Близько 16:30 міністерство оборони Азербайджану опублікувало кадри, на яких видно, як азербайджанські артилерійські підрозділи завдають нищівних ударів по вірменським військам.
Близько 18:00 Міністерство оборони Арцаху повідомило, що азербайджанська сторона атакувала на північному та північно-східному напрямках із залученням танків, а вірмени завдали величезних втрат азербайджанським підрозділам. Незабаром після цього міністерство оборони Вірменії повідомило, що турецький F-16, що вилетів з міжнародного аеропорту Гянджа, збив вірменський Су-25, внаслідок чого загинув пілот. Це заперечували як азербайджанська, так і турецька влада. Потім, близько 19:30, Міністерство оборони Вірменії опублікувало кадри, на яких показано знешкодження азербайджанського підрозділу. Приблизно через годину міністерство оборони Азербайджану заявило, що азербайджанські збройні сили знищили позиції 1-го батальйону 5-го мотопіхотного полку Збройних сил Вірменії поблизу Айкаджура в Тертерському районі та 1-го батальйону 6-ї мотопіхотного полку на талишському напрямку з артилерійськими ударами.

### 30 вересня
За даними МО Вірменії протягом ночі тривали зіткнення низької інтенсивності. Приблизно о 01:10 міноборони Азербайджану оприлюднило кадри знищення вірменських військової техніки, включаючи танки, в Джебраїльському району. Приблизно о 08:30 міноборони Азербайджану заявило, що вірменські сили півтори години обстрілюють місто Тертер Тоді ж МО Вірменії заявило, що вірменські сили збили азербайджанський безпілотник IAI Harop. Приблизно о 10:20 МО Азербайджану заявило, що азербайджанські підрозділи оточили вірменські сили за допомогою артилерії, зіткнення тривають на напрямку фронту Агдере/Мартакерт–Тертер. О 10:20 МО Азербайджану заявило, що вірменські військові почали обстріл Ашаги-Агджакенда в Горанбойському районі. Приблизно об 11:10 МО Вірменії заявило, що ВПС Азербайджану атакують вірменські позиції на північному напрямку фронту. Тоді МО Азербайджану оприлюднило записи, де азербайджанські військові завдають артилерійських ударів по вірменських позиціях. Приблизно о 12:25 МО Азербайджану заявило, що вірменський 2-й батальйон 7-го гірсько-стрілецького полку 10-ї гірсько-стрілецької дивізії, дислокований у Тонашені, зазнав значних втрат і відступив, а азербайджанські сили обстрілювали командний пункт вірменського 41-го спеціального полку 18-ї моторизованої дивізії, що призвело до жертв. Приблизно о 13:00 МО Азербайджану опублікувало кадри знищення вірменської військової техніки, включаючи БМП та ракетні установки, а також вірменської артилерії, яка обстрілювала азербайджанські позиції. Вірменське МО заявило, що вірменські сили знищили велику кількість азербайджанської зброї та військової техніки, включаючи ТОС-1А. Приблизно о 15:00 Міністерство оборони Азербайджану оприлюднило кадри, на яких видно, як азербайджанські війська знищують два вірменських танка. Міністерство також заявило, що азербайджанські сили обстріляли 4-й вірменський батальйон, дислокований в Фюзулинському районі, і що його сили атакували штаб 5-го вірменського гірсько-стрілецького полку 10-ї гірсько-стрілецької дивізії, дислокованого в Агдере. Міністерство оборони Вірменії заявило, що вірменські сили знищили азербайджанські застави та техніку. МО Азербайджану оприлюднило три відео, які явно демонструють знищення вірменської техніки. Одночасно МО Вірменії оприлюднило кадри, на яких явно видно, як вірменські сили наступають на азербайджанські позиції.

## Жовтень

### 1 жовтня
За повідомленням МО АР, протягом ночі продовжувалися зіткнення, азербайджанські підрозділи завдавали «нищівних артилерійських ударів» по вірменським позиціях, в МО НКР повідомило, що протягом ночі зберігалася відносно спокійна напруженість. Приблизно о 01:10 МО Азербайджану опублікував кадри знищення вірменської техніки. Приблизно о 10:00 міністерство заявило, що вірменські сили обстрілювали місто Тертер протягом ранку. Приблизно об 11:00 МО Азербайджану оприлюднило відео, яке демонструє знищення вірменських артилерійських позицій. Одночасно МО Вірменії заявило, що вірменські сили збили азербайджанський БПЛА поблизу Аскерана, а МО Арцаха заявило, що вірменські сили відбили наступ Азербайджану. Приблизно через півгодини воно заявило, що вірменські сили збили азербайджанський бойовий гелікоптер поблизу Лалатапи, уламки якого впали на іранську територію; Азербайджан це заперечив. Приблизно о 13:00 Міністерство оборони Азербайджану заявило, що територія Джебраїльського та Фюзулинського районів зазнали ракетного обстрілу з боку вірменського Ґорісу. За півгодини міністерство заявило, що вірменські сили обстрілювали села Джоджуґ-Мерджанли, Горадіз та прифронтові села Геранбойського, Тертерського та Агдамського районів. Приблизно о 14:40 МО Арцаху заявило, що вірменські сили збили два азербайджанські військові літаки та один вертоліт; Азербайджан заперечив це, заявивши, що того дня не розгортав літаки. Тоді МО Азербайджану заявило про знищення декількох вірменських об'єктів ППО та ракетних систем залпового вогню. Приблизно о 19:00 Міністерство заявило, що з 17:50 вірменські сили обстрілювали Горадіз. Приблизно о 23:00 МО Вірменії заявило, що азербайджанські війська обстрілювали Шатван і Мец Масрік у Вірменії. Приблизно через півгодини міністерство заявило, що вірменські сили збили азербайджанський БПЛА в марзі Котайк у Вірменії.

### 2 жовтня
За даними МО Азербайджану вночі та вранці в різних районах фронту тривали зіткнення, азербайджанські війська захопили і взяли під контроль домінуючі висоти навколо Мадахісу в напрямку Агдере, тоді як МО Арцаха заявило, що ситуація залишалася відносно стабільною, не напруженою. Приблизно о 09:30 Міністерство оборони Азербайджану заявило, що Хиндиристан, Алибейлі, Ахмедагали і Сафарлі Агдамського району перебувають під сильним артилерійським обстрілом з боку вірмен. Приблизно об 11:00 Міністерство оприлюднило кадри, які демонструють вірменські втрати та знищення техніки. Приблизно о 12:40 міністерство заявило, що Кузанли Агдамського району зазнав ракетного обстрілу з боку Нагірного Карабаху, а Сабіркенд Шамкірського району зазнав ракетного обстрілу з боку Вірменії. Потім воно заявило, що вірмени обстрілювали ракетами Імірлі Бардинського району, Агдам і Кузанли Товузького району. Приблизно о 14:00 МО Вірменії заявило, що азербайджанські сили бомблять Степанакерт. Приблизно через годину азербайджанське МО оприлюднило кадри знищення вірменської техніки. Приблизно о 16:40 Міністерство оборони Азербайджану заявило, що місто Тертер і Шихарх, а також Соґанвердилар Бардинського району зазнали обстрілу вірменської артилерії. Приблизно через годину міністерство заявило, що азербайджанські сили знищили вірменський польовий контрольно-пропускний пункт, і поділилося кадрами його знищення, а також знищення вірменської техніки.
МЗС Вірменії заявило про бажання початку мирних переговорів з Азербайджаном. За даними Вірменії, азербайджанська система залпового вогню Смерч влучила у місто Гадрут в Карабаській області, а Артур Саргсян, заступник командувача «Армії оборони Карабаху» заявив про загибель 54 солдатів, після чого заявлена кількість загиблих вірменських військових сягнула 157.

### 3 жовтня
За повідомленнями МО Азербайджану, ситуація по всій лінії фронту залишалася напруженою, а МО Вірменії заявило, що на північному і південному напрямках фронту ведуться бої. О 10:40 МО Азербайджану заявило, що міста Тертер, Сахлабад, Каз'ян, Капанли, Кайнах, Аскіпара і Ґусейнли Тертерського, Аяг Карвенд, Імамкулубейли, Карадагли і Тазакенд Агдамського, Муганли, Кіямаддинли і Ранджабарляр Агджабединського і Тапкаракоюнлу Геранбойського районів протягом ночі зазнавали інтенсивного обстрілу вірменською артилерією. О 19:40 президент Азербайджану Ільхам Алієв оголосив, що азербайджанські сили звільнили Суґовушан. Пізніше він повідомив, що звільнено також села Талиш Тертерського району, Мегділі, Чахирли, Ашаги Маральян, Шейбей і Ґуйджаґ Джебраїльського району, та Ашаги Абдуррахманли Фюзулинського району.
Нікол Пашинян заявив про готовність обговорення введення миротворців РФ до НКР, що було запропоновано обговорити з Азербайджаном в Мінську.

### 4 жовтня
За даними МО Вірменії нічна обстановка на фронті була відносно стабільною, але напруженою. Приблизно о 09:00 Міноборони Азербайджану заявило, що вірменські сили ведуть ракетний обстріл міст Тертер і Горадіз. Приблизно о 10:30 міністерство заявило, що вірменські сили атакували Фюзулинський район артилерійським вогнем, а також обстріляли ракетами Агдамський і Тертерський райони, в той час як МО Арцаха заявило, що азербайджанські сили обстрілюють Степанакерт.
Приблизно через півгодини місто Гянджа зазнало обстрілу. Міністерство оборони Вірменії заперечувало, що обстріл вівся з його території, в той час як Арцах взяв на себе відповідальність, заявивши, що вірменські сили завдали удару і зруйнували військову авіабазу Гянджа; Азербайджан заперечив це. Пізніше кореспондент російського телеканалу «Дождь» Василь Полонський з місця подій повідомив, що аеропорт в Гянджі, про руйнуванні якого влада НКР заявили вранці, не постраждав від обстрілів. За словами журналіста, ні будівля аеропорту, ні злітно-посадкові смуги не постраждали. На місті є цивільні літаки, а сам аеропорт не працює з березня через епідемію коронавірусу. Директор аеропорту Байлер Наджафов повідомив, що знаходився в аеропорту з 7 ранку і чув вибухи в місті. Однак, за його словами, обстріл аеропорту не проводився.
Приблизно о 14:00 Азербайджан заявив, що азербайджанські сили важко поранили президента Арцаха Араїка Арутюняна, який вранці відвідав фронт, в його бункері; Арцах це заперечив. Приблизно через годину Міноборони Азербайджану опублікувало кадри знищення вірменських підрозділів вогневої підтримки, бронетехніки і тилу. Приблизно о 16:00 Міноборони Азербайджану заявило, що вірменські сили вели артилерійський вогонь по Сариджали Агджабединського, Бахарли, Чирахли і Учоглан Агдамського, а також Шахвелер Бардинського районів. Приблизно через 40 хвилин президент Азербайджану Ільхам Алієв оголосив, що азербайджанські сили звільнили Джебраїл і села Кархулу, Шюкюрбейлі, Юхари Маральян, Черекен, Дашґесен, Горовлу, Магмудлу і Джеферабад Джебраїльського району..
Приблизно о 22:40 МО Азербайджану заявило, що вірменські сили обстріляли ракетами Тертер і Мінгечаур, в якому знаходиться водосховище, яке Вірменія вважає воєнною ціллю; це заперечили і Вірменія, і Арцах. Приблизно через годину Офіс президента Азербайджану заявив, що вірменські сили випустили дві ракети 300-т кілометрової дальности ураження по Хизинському і Апшеронському районах.

### 5 жовтня
За даними МО Вірменії, протягом ночі тривали зіткнення з різною інтенсивністю, а азербайджанські сили почали наступ з півдня. Приблизно о 10:00 МО АР опублікувало радіолокаційні кадри ракетного обстрілу з Джермука, Капана і Берда, Вірменія. МО Вірменії заявило, що Азербайджан обстріляв Степанакерт ракетами. За годину МО АР заявило, що вірменські сили обстрілюють міста Бейлаґан, Барда та Тертер. Опівдні МО АР заявило, що вірмени обстрілюють Горадіз і Тертер, а також села в Тертерському, Агджабединському, Геранбойському і Гейгельському районах. Офіс президента Азербайджану повідомив, що вірменські сили атакували Гянджу, Барду, Бейлаґан і деякі інші міста Азербайджану із застосуванням ракет, а МО Азербайджану заявило, що Гянджа зазнала обстрілу з боку Берда. Приблизно о 16:50 МО Азербайджану заявило, що вірменські сили обстріляли міста Агджабеді і Бейлаґан. Приблизно о 18:00 МО Азербайджану повідомило про втечу 3-го батальйону 1-го вірменського мотострілкового полку, дислокованого в Гадруті. Приблизно о 20:20 МО Азербайджану заявив, що вірменські війська знову обстріляли Гянджу. Президент Азербайджану Ільхам Алієв повідомив, що азербайджанські сили відновили контроль над селами Шихалиагали, Сариджали та Мезре Джебраїльського району. Згодом вірменські сили оголосили про частковий «тактичний відступ».

### 6 жовтня
За даними МО Азербайджану протягом ночі тривали зіткнення, при цьому азербайджанські сили мали «оперативну і військову перевагу» на всьому фронті, в тому числі на джебраїльському-фюзулинському напрямку, в той час як МО Вірменії заявило, що ситуація була стабільно напруженою. Азербайджанське міністерство також заявило, що азербайджанські сили зруйнували склад вірменських боєприпасів в Баллиджа, і опублікувало кадри знищення вірменської техніки. За азербайджанськими джерелами в Агдамському районі ракетами, випущеними з вірменської сторони, були вражені будівля школи і пожежна машина. Приблизно о 16:30 Міноборони Вірменії заявило, що азербайджанські сили почали новий наступ на південному фронті. Приблизно через півгодини міністерство заявило, що азербайджанські сили обстрілюють Степанакерт. Приблизно о 19:00 Міноборони Азербайджану заявило, що вірменські сили обстріляли Євлахський, Геранбойський і Бейлаґанський райони.
В Азербайджані заявили, що готові створити гуманітарні коридори для виходу вірменського населення з Карабаху. Коридорами також зможуть вийти військові Вірменії, що добровільно здадуться.
7 жовтня Президент Азербайджану Ільхам Алієв заявив, що готовий до переговорів, коли закінчиться військове протистояння, натомість Вірменія готова до переговорів, якщо Туреччина припинить брати участь у конфлікті на боці Азербайджану.
8 жовтня МО обох сторін заявляє, що противник обстрілює їхню територію.
9 жовтня Азербайджан звільнив місто й формальний районний центр Гадрут та села Чайли, Юхари Ґюзлек, Ґоразилли, Ґишлаґ, Ґараджалли, Ефенділер, Сор і Сулейманли.

### 10 жовтня: перемир'я за посередництва Росії
Вірменія та Азербайджан за підсумками переговорів у Москві домовилися про припинення вогню з 12:00 10 жовтня. Згодом представники Азербайджану заявили про припинення вогню, але того ж дня договір було зірвано і військові дії поновилися.
11 жовтня Вірменія заявила про понад 200 загиблих військових протягом доби, і також про майже 5 тис. вбитих солдатів Азербайджану.
12 жовтня Азербайджан звільнив ще кілька населених пунктів.
13 жовтня МО Вірменії заявило про повторну окупацію міста Гадрут, який був звільнений МО АР 9 жовтня.

### 14 жовтня
У МО АР заявили про знищення кількох вірменських комплексів балістичних ракет в прикордонній зоні з Кельбаджарський районом, що могли бути націленими на міста Гянджа, Мінгячевір та інші. Вірменська армія відступила на двох напрямах: на півночі та півдні НКР, а Азербайджан звільнив 8 населених пунктів: Ґарадагли, Хатинбулаґ та Ґараколлу у Фюзулинському районі, а також села Булутан, Мелікджанли, Ґирмизиґая, Теке та Тагасер у Ходжавендському районі.
15 жовтня Алієв заявив про звільнення села Ариш у Фюзулінському районі, Дошулу у Джебраїльському районі, Едіше, Дюдюкчю, Еділлі та Чираґуз у Ходжавендському районі.

### 16 жовтня
Національна армія Азербайджану звільнила села Хирманджик, Агбулак і Ахуллу Ходжавендського району. Вірменія завдала ракетного удару по Нахічевані в Ордубадському районі, а також по території Геранбойського, Тертерського, Агдамського, Агджабадинського і Фізулинського районів Азербайджану. Вірменія заявила про спробу масштабного наступу азербайджанців у північному напрямку лінії фронту.
17 жовтня Азербайджаном було звільнено місто Фізулі, що з 1993 року перебувало під окупацією й перетворилось на місто-привид. Разом із ним було визволено села Кочагмедлі, Чімен, Мусабейлі, Пірагмедлі, Деделі, Ішикли та Джуварли. Вночі Вірменія обстріляла місто Гянджа і Мингечевир.

### 18 жовтня: Перемир'я за посередництва Росії
Азерайбджан узяв під контроль Худаферинські мости, а 19 жовтня Ільхам Алієв повідомив про звільнення довколишніх сіл — Солтанли, Емірварли, Машанли, Гасанли, Аликейхали, Кумлак, Гаджили, Коєрчін Вейселлі, Ніязкулулар, Кечел Маммедлі, Шагвеллі, Хаджи Ісмаїлли, Ішакли.

### 20 жовтня
Ільхам Алієв повідомив про звільнення міста Занґелан та 24 сіл: Дьордчінар, Кюрдлер, Каргабазар, Ашаги Вейселлі, Юхари Айбасанли у Фюзулінському районі, Сафарша, Гесенкайди, Фуганли, Імамбаги, Даш Вейселлі, Агтепе, Ярагмадлі у Джебраїльському районі, Агджакенд, Мюлкюдере, Дашбаши, Гюнешлі, Чінарли у Ходжавендському районі, Гавали, Зернелі, Маммедбейлі, Гекері, Шеріфан і Бірінджі Муганли у Зангеланському районі. Село Венг Ходжавендського району було перейменовано на Чінарли.

### 21 жовтня
Вночі посились сутички уздовж фронту, особливо в Зангеланському і Мартакертському районах, також поблизу Гадрута. Вірменія заявила про збиття літака МО АР, Азербайджан спростував цю інформацію. У МО АР заявили про захоплення позицій на оборонній лінії 5-го гірськострілецького полку ЗС Вірменії та захоплення великої кількості зброї та боєприпасів.
Ільхам Алієв повідомив про звільнення сіл Геджегозлу, Ашаги Сеїдагмедлі, Зергер Фюзулінського району, сіл Балянд, Папи, Тулус, Тінлі Джебраїльського району, міста Міндживан та сіл Хурама, Хумарли, Сарил, Бабайли, Уючнджю Агали, Гаджалли, Кирак Мюшлан, Удгюн, Ічері Мюшлан, Меліклі, Джагангірбейлі, Турабад, Багарли у Зангеланському районі.

### 22 жовтня
Ільхам Алієв повідомив про звільнення містечка Агбенд та сіл Коллукишлак, Малаткешін, Зангелан, Генлік, Велікулубейлі, Чопедере, Татар, Тірі, Емірханли, Каркулу, Бартаз, Деллеклі Зангеланського району. Таким чином Азербайджан повністю відновив контроль над державним кордоном з Іраном.

### 23 жовтня
Збройні сили Азербайджану звільнили села Зіланли, Кюрд Магризли, Муганли та Алакуршак Кубатлинського району, Доланлар і Бюнайдли Ходжавендського району, Даг Тумас, Нюсюс, Хелефлі, Мінбашили та Вейселлі Джебраїльського району, Венеді і Мірзагасанлі Зангеланського району.

### 24 жовтня
Вірменія звинуватила МО АР в обстрілі Степанакерта, Мартуні, а також ключових доріг та інфраструктури. Азербайджан, в свою чергу, звинуватив Вірменію в ракетному обстрілі Нафталанського, Тертерського, Лачинського і Кубатлинського районів. МО АР заявило про нанесення авіаударів по військовій інфраструктурі ЗС Вірменії на агдеринському і Агдамському напрямках фронту.

### 25 жовтня
Міноборони Азербайджану заявило про знищення вірменської військової техніки і живої сили, розширенні взятих під контроль територій і взяття нових позицій в різних напрямках, а також звинуватило вірменські сили в обстрілі ряду районів. Вірменські військові також повідомляли про бої на всіх напрямках, а влади НКР, в свою чергу звинуватили Азербайджан про обстріл прифронтових населених пунктів і їх околиць. Увечері Алієв оголосив про визволення міста Кубатли поблизу кордону з Вірменією, а також кількох сіл Кубатлинського, Зангеланського і Джебраїльського районів.

### 26 жовтня: перемир'я за посередництва США
В 08:00 за місцевим часом вступила в силу третя за рахунком домовленість між главами МЗС Азербайджану і Вірменії, на цей раз за посередництва США, угода про гуманітарне перемир'я. Згодом сторони звинуватили одна одну в його порушенні. Спочатку МО АР звинуватило вірменську сторону в обстрілі з напряму міста Лачін підрозділів азербайджанської армії в селі Сафьян  Лачинського
району, а також міста Тертер і сіл району. Міноборони Вірменії звинуватило Азербайджан в обстрілі бойових позицій на північному сході Карабаху. Президент Азербайджану заявив, що під контроль азербайджанських збройних сил перейшли села Бірінджі Алібейлі, Ікінджі Алібейлі, Ребенд, Єнікенд Зангеланського району; Ковшудлу, Софулу, Даг Машанли, Кюрдлер, Говуслу, Челебілер Джебраїльського району; Падар, Ефенділер, Юсіфбейлі, Чайтумас, Ханлик, Сариятак, Моллабюрган і місто Кубатли Кубатлинського району.

### 27 жовтня
У МО АР заявили про знищення передового пункту керування 18-ї мотострілецької дивізії Вірменії, де загинув начальник штабу дивізії полковник Сергій Шакарян. Бойові дії тривали на Ходжавендському, Фізулінському і Губадлинському напрямках фронту.

### 28 жовтня
Ільхам Алієв повідомив, що ЗС АР звільнили села Бірінджі Агали, Ікінджі Агали, Учюнджю Агали і Зернелі у Зангеланському районі, село Мандили Фюзулінського району, села Казанземі, Ханагабулак, Чюллю, Кушчулар, Караагадж Джебраїльського району, Кіясли, Ебілдже, Кіліджан Кубатлинського району. у МО АР заявили про обстріл Тертерського району військами Вірменії.

### 30 жовтня
Збройні сили Азербайджану звільнили села Худаверділі, Курбантепе, Шагвеледлі, Хуб'ярли Джебраїльського району, села Аладін і Вежнелі Зангеланського району, села Кавдадик, Мемер і Моллали Кубатлинського району.

### 31 жовтня
Азербайджан звільнив золоту копальню у Вежнелі, що знаходиться на території Занлеганського району.

## Листопад

### 2 листопада
Азербайджан звільнив села Дере Гілетаг, Боюк Гілетаг Зангеланського району, Чапранд, Гаджи Ісакли, Кошабулак Джебраїльського району, Ішикли, Мурадханли, Міланли Кубатлинського району.

### 4 листопада
Азербайджан звільнив села Мірак і Кавдар Джабраільського району, села Мешедіісмаїлли і Шефібейлі Зангеланського району, Башарат, Каракішілер і Караджалли Кубатлинського району.
Початок боїв за Шушу.

### 7 листопада
Бої продовжилися в районі міста Шуші, другого за розміром населеного пункту Карабаху. Епіцентр знаходився на ділянці Шуші-Карін.

Карта-схема боїв за Шушу (станом на 8 листопада):
НКР
Азербайджан

МО АР звільнило 16 сел: Юхари Вейселлі, Юхарі Сеїдагмедлі, Каджар, Діваналилар, Коркан, Учюнджю Магмудлу Фюзулінського району, Юхари Мезре, Янаргадж Джебраїльського району, Атакут, Цакурі Ходжавендського району, Кушчубаба, Карабулак Ходжалинського району, Каз'ян, Баласолтанли, Мерданли Кубатлинського району, Бешделі Зангеланського району.

### 8 листопада
8 листопада президент Азербайджану Ільхам Алієв заявив, що азербайджанські сили взяли під свій контроль місто Шушу; Вірменія заперечувала надану інформацію. Вірменія це заперечила.

### 9 листопада
Влада НКР підтвердила, що втратила контроль над Шушею.
МО АР заявило про звільнення 23 сіл: Кобу Ділагарда, Ял Пірагмадлі, Юхари Ягливенд, Ділагарда, Сеїд Магмудлу Алесгерлі Фюзулінського району, Дамірчілер, Чанакчи, Медеткенд, Сигнак Ходжалинського району, Сусанлик, Домі, Туг, Акаку, Азих, Ходжалинського району, Гусейналилар, Союдлю, Ашаги Сірік Джебраїльського району, Юхари Моллу, Ашаги Моллу, Ходжік Кубатлинського району, Кечіклі, Ордеклі Зангеланського району. Також МО АР було взято стратегічні висоти в Зангеланському районі: «Бартаз» (2300 м), «Сигирт» (1370 м), «Шукюратаз» (2000 м) і п'яти безіменних. Також в МО АР заявили про випадкове збиття російського вертольоту Мі-24 біля кордону з Вірменією.

## Результати
10 листопада президенти Азербайджану, Вірменії та Росії підписали спільну заяву про припинення військових дій у НКР, передачу Азербайджану частини окупованих територій та введення до регіону російських «миротворців».
Повне припинення вогню почалося 10 листопада о 01:00 за часом Баку. Вірменія і Азербайджан повинні обмінятися військовополоненими й тілами загиблих. Обидві сторони зупиняються на зайнятих ними позиціях. Агдамський район і території, утримувані Вірменією в Газахському районі Азербайджану, повертаються Азербайджану до 20 листопада 2020 року.
Уздовж лінії зіткнення в Нагірному Карабасі і вздовж Лачинського коридору розгортається «миротворчий контингент» РФ з 1960 військовослужбовців зі стрілецькою зброєю, 90 БТР, 380 одиницями автомобільної та спецтехніки.
Вірменія до 15 листопада 2020 року повертає Азербайджану Кельбаджарський район, а до 1 грудня 2020 року — Лачинський район, залишаючи при цьому за собою Лачинський коридор, який буде забезпечувати зв'язок НКР з Вірменією і при цьому не зачіпатиме місто Шушу. Протягом 2020—2023 років має бути визначено план будівництва нового маршруту руху по Лачинському коридору, що забезпечує зв'язок між Степанакертом і Вірменією, з подальшою передислокацією російського «миротворчого контингенту» для охорони цього маршруту.
Розблокуються економічні і транспортні зв'язки в регіоні. Вірменія забезпечує транспортне сполучення між західними районами Азербайджану і Нахічеванською Автономною Республікою з метою організації руху громадян, транспорту й вантажів. За погодженням сторін буде забезпечено будівництво нових транспортних комунікацій, що зв'язують Нахічеванську Автономну Республіку із західними районами Азербайджану. Ніколи Пашинян назвав це рішення безальтернативною ситуацією.
Разом з тим, вже 12 грудня 2020 року, Азербайджан і Вірменія звинуватили один одного у порушенні режиму припинення вогню. Так, у Міністерстві оборони Азербайджану заявили, що Вірменія вчинила «провокаційні дії на звільнених територіях Азербайджану», порушивши режим припинення вогню, і що Збройні сили Азербайджану вжили заходів у відповідь. Водночас у Міноборони Вірменії, заявили, що Азербайджан відновив «активні наступальні дії» у районі населених пунктів Хін Тахлар і Хцаберд у Нагірному Карабасі, а вірменські сили вжили «відповідні дії» у відповідь.
13 грудня 2020 року, Міністерство оборони і Служба державної безпеки (СДБ) Азербайджану заявили про проведення у Нагірному Карабаху антитерористичної операції у відповідь на "провокації" з боку вірменських військових, внаслідок яких з 26 листопада було вбито четверо азербайджанських військових.